# Trophée de France 1992
 (signalé en juillet 2025).
Si vous disposez d'ouvrages ou d'articles de référence ou si vous connaissez des sites web de qualité traitant du thème abordé ici, merci de compléter l'article en donnant les références utiles à sa vérifiabilité et en les liant à la section « Notes et références ».
- Archive Wikiwix
- Bing
- Cairn
- DuckDuckGo
- E. Universalis
- Gallica
- Google
- G. Books
- G. News
- G. Scholar
- Persée
- Qwant
- (zh) Baidu
- (ru) Yandex
- (wd) trouver des œuvres sur Wikidata

Navigation
Édition précédente Édition suivante
Le Trophée de France est une compétition internationale de patinage artistique qui se déroule en France au cours de l'automne. Il accueille des patineurs amateurs de niveau senior dans quatre catégories: simple messieurs, simple dames, couple artistique et danse sur glace. En 1992 il s'appelait également Trophée Lalique.
Le sixième Trophée de France est organisé du 18 au 22 novembre 1992 au palais omnisports de Paris-Bercy.

## Résultats

### Messieurs
| Rang | Nom                | Pays            | Points | Prog. court | Prog. libre |
| ---- | ------------------ | --------------- | ------ | ----------- | ----------- |
| 1    | Mark Mitchell      | États-Unis      | 1.5    | 1           | 1           |
| 2    | Éric Millot        | France          | 4.0    | 2           | 3           |
| 3    | Sébastien Britten  | Canada          | 5.5    | 3           | 4           |
| 4    | Philippe Candeloro | France          | 6.0    | 8           | 2           |
| 5    | Axel Médéric       | France          | 8.0    | 6           | 5           |
| 6    | Stanick Jeannette  | France          | 8.0    | 4           | 6           |
| 7    | Igor Pashkevich    | Russie          | 9.5    | 5           | 7           |
| 8    | Konstantin Kostin  | Lettonie        | 11.5   | 7           | 8           |
| 9    | Cornel Gheorghe    | Roumanie        | 14.0   | 10          | 9           |
| 10   | Jaroslav Suchý     | Tchécoslovaquie | 14.5   | 9           | 10          |
| 11   | Gizo Bliadze       | Allemagne       | 16.5   | 11          | 11          |

### Dames
| Rang | Nom                   | Pays            | Points | Prog. court | Prog. libre |
| ---- | --------------------- | --------------- | ------ | ----------- | ----------- |
| 1    | Surya Bonaly          | France          | 1.5    | 1           | 1           |
| 2    | Karen Preston         | Canada          | 4.0    | 2           | 3           |
| 3    | Laëtitia Hubert       | France          | 5.0    | 6           | 2           |
| 4    | Olga Markova          | Russie          | 6.0    | 4           | 4           |
| 5    | Alice Sue Claeys      | Belgique        | 7.5    | 3           | 8           |
| 6    | Marina Kielmann       | Allemagne       | 11.0   | 12          | 5           |
| 7    | Simone Lang           | Allemagne       | 11.5   | 9           | 7           |
| 8    | Tisha Walker          | États-Unis      | 11.5   | 7           | 6           |
| 9    | Zuzanna Szwed         | Pologne         | 12.5   | 5           | 10          |
| 10   | Lenka Kulovaná        | Tchécoslovaquie | 13.0   | 8           | 9           |
| 11   | Mari Asanuma          | Japon           | 16.5   | 11          | 11          |
| 12   | Nicole Skoda          | Suisse          | 17.0   | 10          | 12          |
| 13   | Florentine Houdinière | France          | 19.5   | 13          | 13          |

### Couples
| Rang | Nom                                  | Pays            | Points | Prog. court | Prog. libre |
| ---- | ------------------------------------ | --------------- | ------ | ----------- | ----------- |
| 1    | Evgenia Shishkova / Vadim Naumov     | Russie          | 1.5    | 1           | 1           |
| 2    | Radka Kovaříková / René Novotný      | Tchécoslovaquie | 3.5    | 3           | 2           |
| 3    | Karen Courtland / Todd Reynolds      | États-Unis      | 4.0    | 2           | 3           |
| 4    | Jekaterina Silnitzkaja / Marno Kreft | Allemagne       | 6.0    | 4           | 4           |
| 5    | Patricia Cardoso / Pasqual Di Paolo  | Canada          | 7.5    | 5           | 5           |
| 6    | Line Haddad / Sylvain Privé          | France          | 9.5    | 7           | 6           |
| 7    | Sarah Abitbol / Stéphane Bernadis    | France          | 10.0   | 6           | 7           |

### Danse sur glace
| Rang | Nom                                     | Pays            | Points | Danse imposée 1 | Danse imposée 2 | Danse originale | Danse libre |
| ---- | --------------------------------------- | --------------- | ------ | --------------- | --------------- | --------------- | ----------- |
| 1    | Sophie Moniotte / Pascal Lavanchy       | France          | 2.0    | 1               | 1               | 1               | 1           |
| 2    | Irina Romanova / Igor Yaroshenko        | Ukraine         | 4.0    | 2               | 2               | 2               | 2           |
| 3    | Elena Kustarova / Oleg Ovsiannikov      | Russie          | 6.0    | 3               | 3               | 3               | 3           |
| 4    | Kateřina Mrázová / Martin Šimeček       | Tchécoslovaquie | 8.0    | 4               | 4               | 4               | 4           |
| 5    | Penny Mann / Juan Carlos Noria          | Canada          | 11.0   | 6               | 6               | 6               | 5           |
| 6    | Marina Morel / Gwendal Peizerat         | France          | 11.0   | 5               | 5               | 5               | 6           |
| 7    | Diane Gerencser / Alexander Stanislavov | Suisse          | 15.0   | 8               | 8               | 8               | 7           |
| 8    | Rachel Mayer / Peter Breen              | États-Unis      | 15.0   | 7               | 7               | 7               | 8           |
| 9    | Irina Le Bed / Alexandre Piton          | France          | 18.0   | 9               | 9               | 9               | 9           |
| 10   | Laura Bonardi / Alessandro Reani        | Italie          | 21.0   | 11              | 11              | 11              | 10          |
| 11   | Michelle Fitzgerald / Vincent Kyle      | Royaume-Uni     | 23.0   | 12              | 12              | 12              | 11          |

## Source
- Patinage Magazine N°36 (Mars/Avril 1993)